# Protexarnis vacillans
Protexarnis vacillans là một loài bướm đêm trong họ Noctuidae.